# Meloe mediterraneus
Meloe mediterraneus é uma espécie de insetos coleópteros polífagos pertencente à família Meloidae.
A autoridade científica da espécie é G. Muller, tendo sido descrita no ano de 1925.
Trata-se de uma espécie presente no território português.